# Универзитет Макмастер
Универзитет Макмастер је јавни истраживачки универзитет у Хамилтону, Онтарио, Канада. Главни кампус налази се на 121 ha (300 acres) земље у близини стамбених четврти Ејнсли Вуд и Вестдејл, уз Краљевску ботаничку башту. Управља са шест академских факултета: Школа за бизнис, инжењерство, здравствене науке, хуманистичке знаности, друштвене науке и науке. Члан је У15, групе истраживачки интензивних универзитета у Канади.
Универзитет носи име Вилијама Макмастера, истакнутог канадског сенатора и банкара који је његовом оснивању завештао 900.000 канадских долара. Основан је под одредбама акта Законодавне скупштине Онтарија из 1887. године, спајајући Баптистички факултет у Торонту са Колеџом у Вудстоку. Отворен је у Торонту 1890. године. Неадекватни садржаји и дар земљишта у Хамилтону подстакли су његово пресељење 1930. године. Баптистичка конвенција Онтара и Квебека контролисала је универзитет све док 1957. није постао приватна установа која није финансирана из јавних средстава. 
Универзитет Макмастер има преко 27.000 студената и преко 4.000 постдипломских студената. Алумни и бивши студенти живе широм Канаде и у 139 земаља широм света. Њени атлетски тимови познати су под називом Мараудерси и чланови су U спорта. Међу истакнутим алумнијама су владини службеници, академици, пословни лидери, Родс стипендисти, Гејтс Кембриџ стипендисти и нобеловци.